# Jerusalén
Jerusalén est une municipalité du département de La Paz au Salvador. Elle a été fondée par la famille Cordova, des juifs séférades expulsés d'Espagne.